# Unter den Linden (métro de Berlin)
Ne doit pas être confondu avec Brandenburger Tor (métro de Berlin).
Unter den Linden est une station de la ligne 5 et la ligne 6 du métro de Berlin, en Allemagne. Elle est située sous l'intersection entre l'avenue du même nom et la Friedrichstraße, dans le quartier de Mitte, à Berlin.

## Situation sur le réseau

Plan du métro.

La station de correspondance dispose de deux sous-stations : sur la ligne 5 du métro de Berlin, elle est située entre la station Brandenburger Tor à l'ouest, en direction du terminus Hauptbahnhof, et la station Museumsinsel à l'est, en direction du terminus Hönow.. Elle comprend un quai central encadré par les deux voies de circulation ; sur la ligne 6 du métro de Berlin, elle est située entre la station Friedrichstraße au nord, en direction du terminus Alt-Tegel, et la station Stadtmitte au sud, en direction du terminus Alt-Mariendorf. Les deux voies de circulation sont situées au milieu avec deux quais latéraux.

## Histoire
Les travaux de construction de la station débutent en janvier 2012. Elle est mise en service le 4 décembre 2020, lors de l'extension de la ligne 5 entre Alexanderplatz et Brandenburger Tor, et sert de station de correspondance avec la ligne 6. Elle est nommée Unter den Linden, qui était le nom de la station rebaptisée Brandenburger Tor. Sa mise en service entraîne la fermeture définitive de la station Französische Straße, en raison de la trop grande proximité.

## Services aux voyageurs

### Desserte
Unter den Linden est desservie par les rames circulant sur les lignes 5 et la 6 du métro.

### Station ligne 5

Installations et desserte
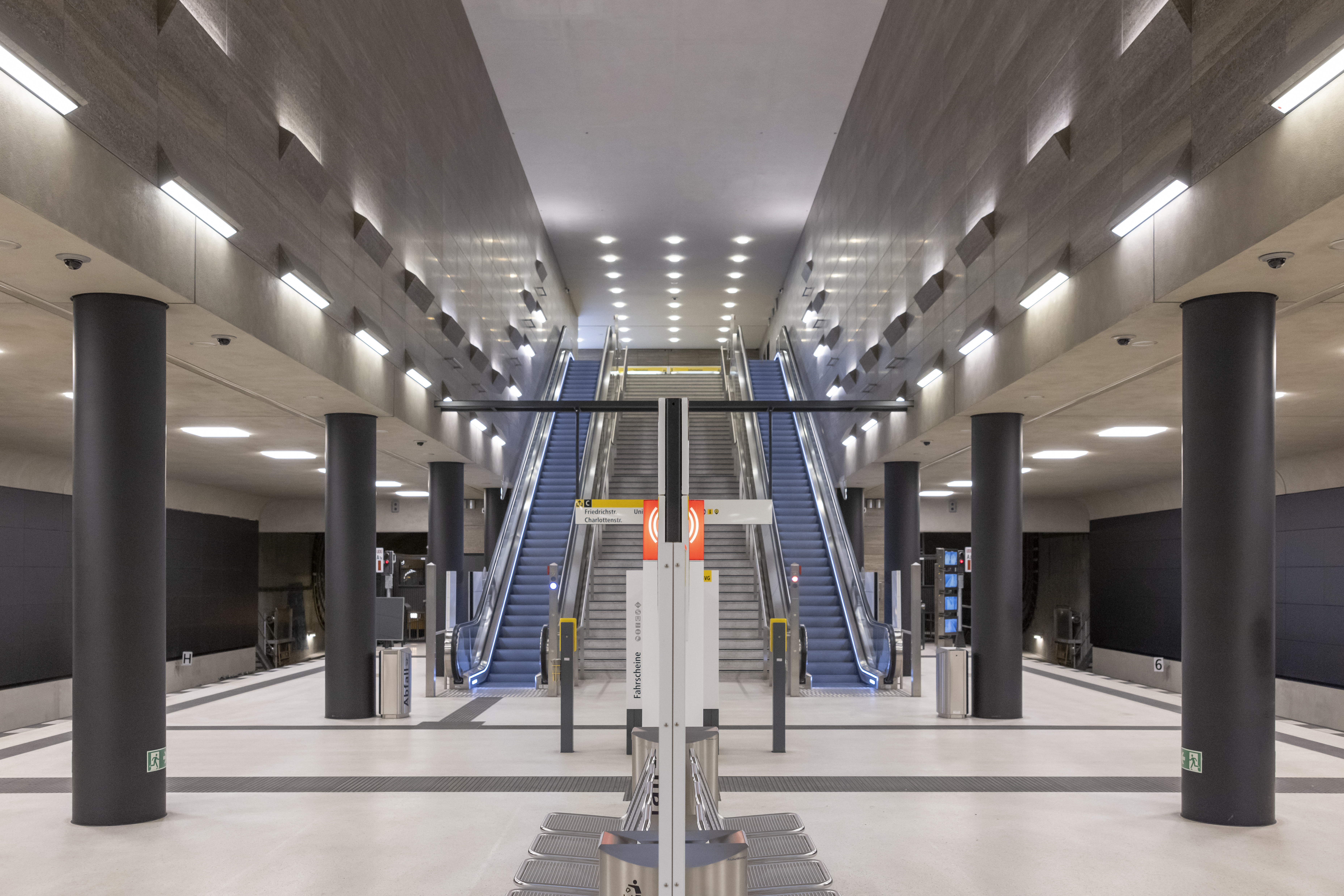
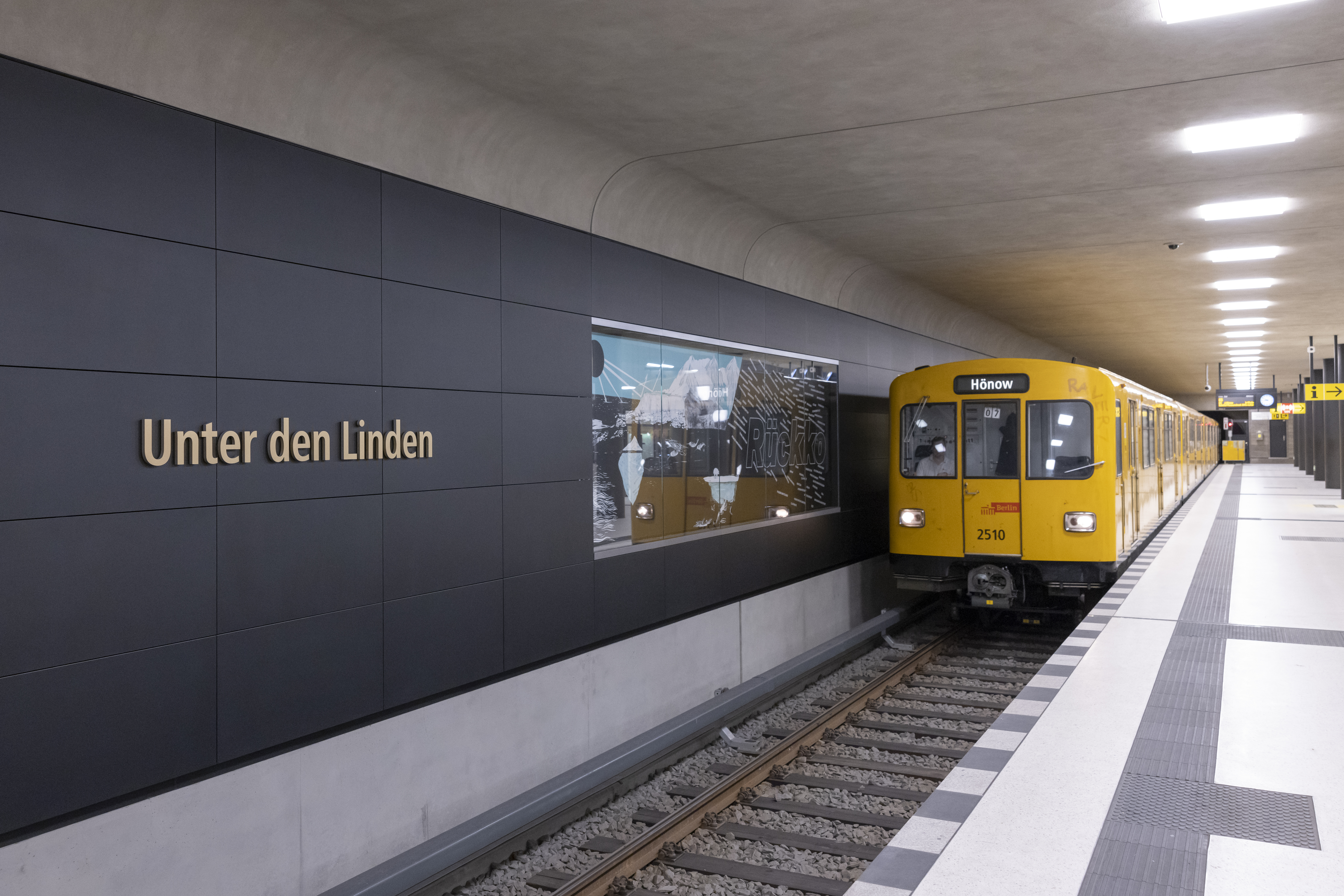
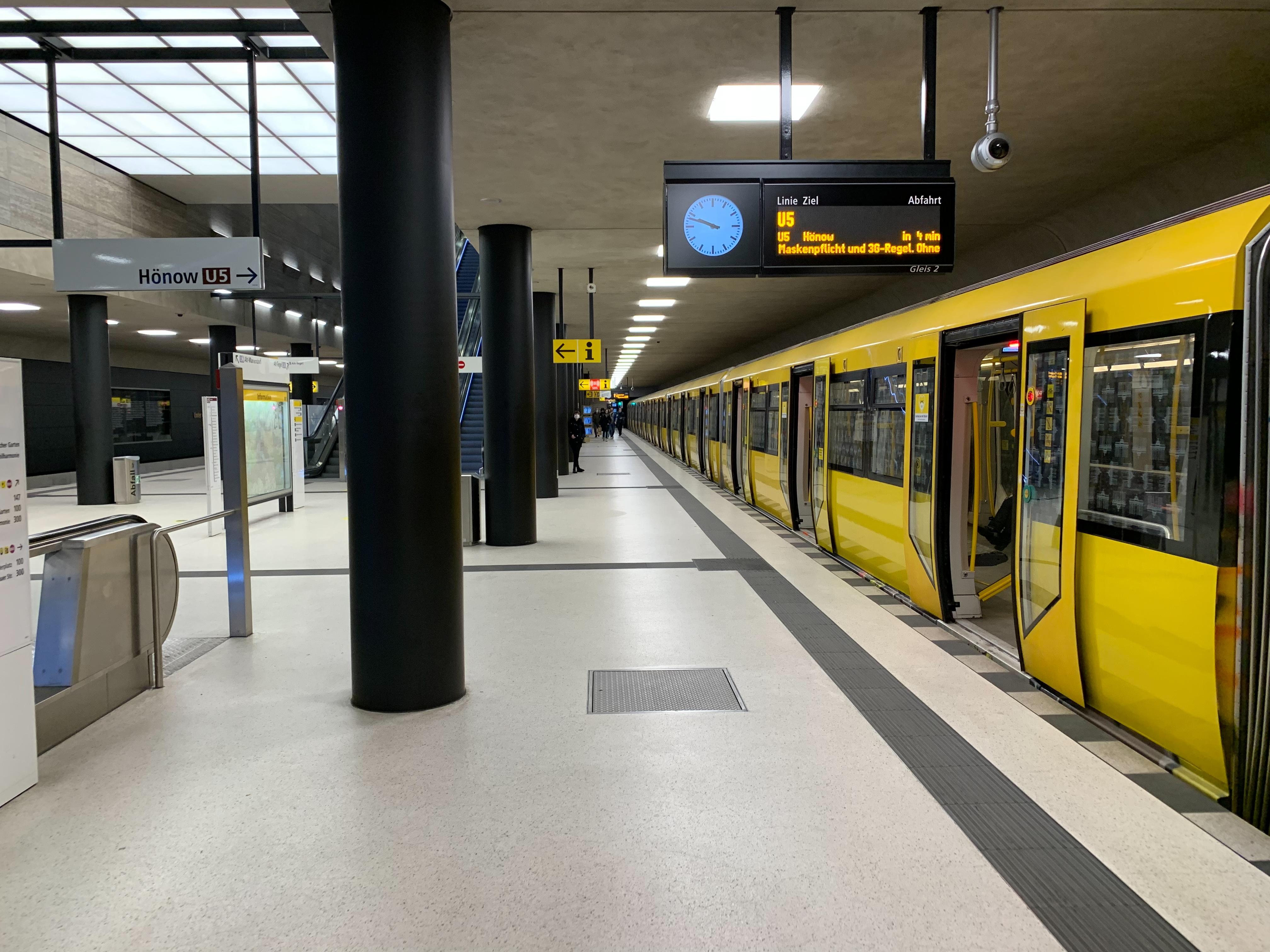

### Station ligne 6

Installations et desserte
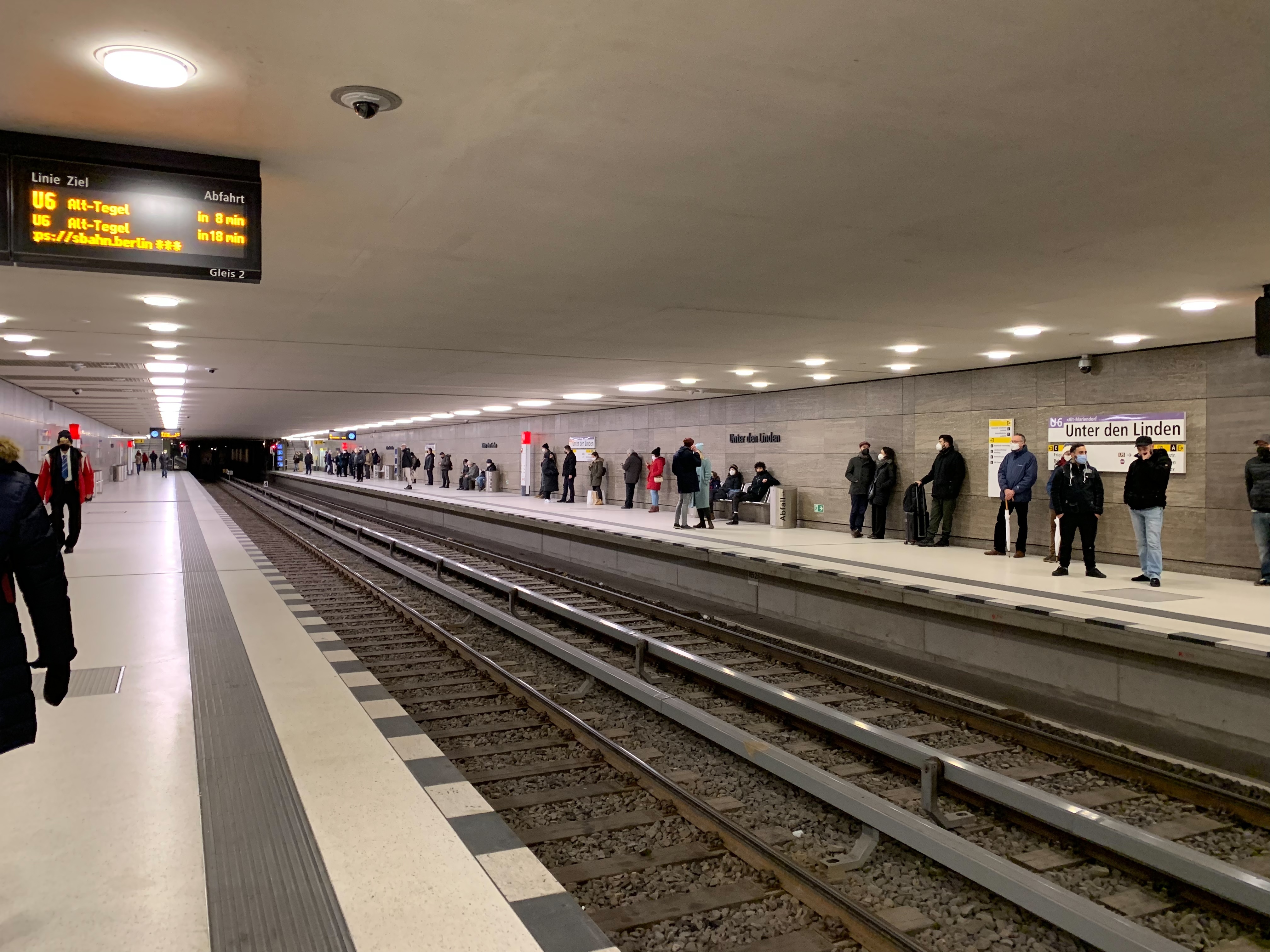
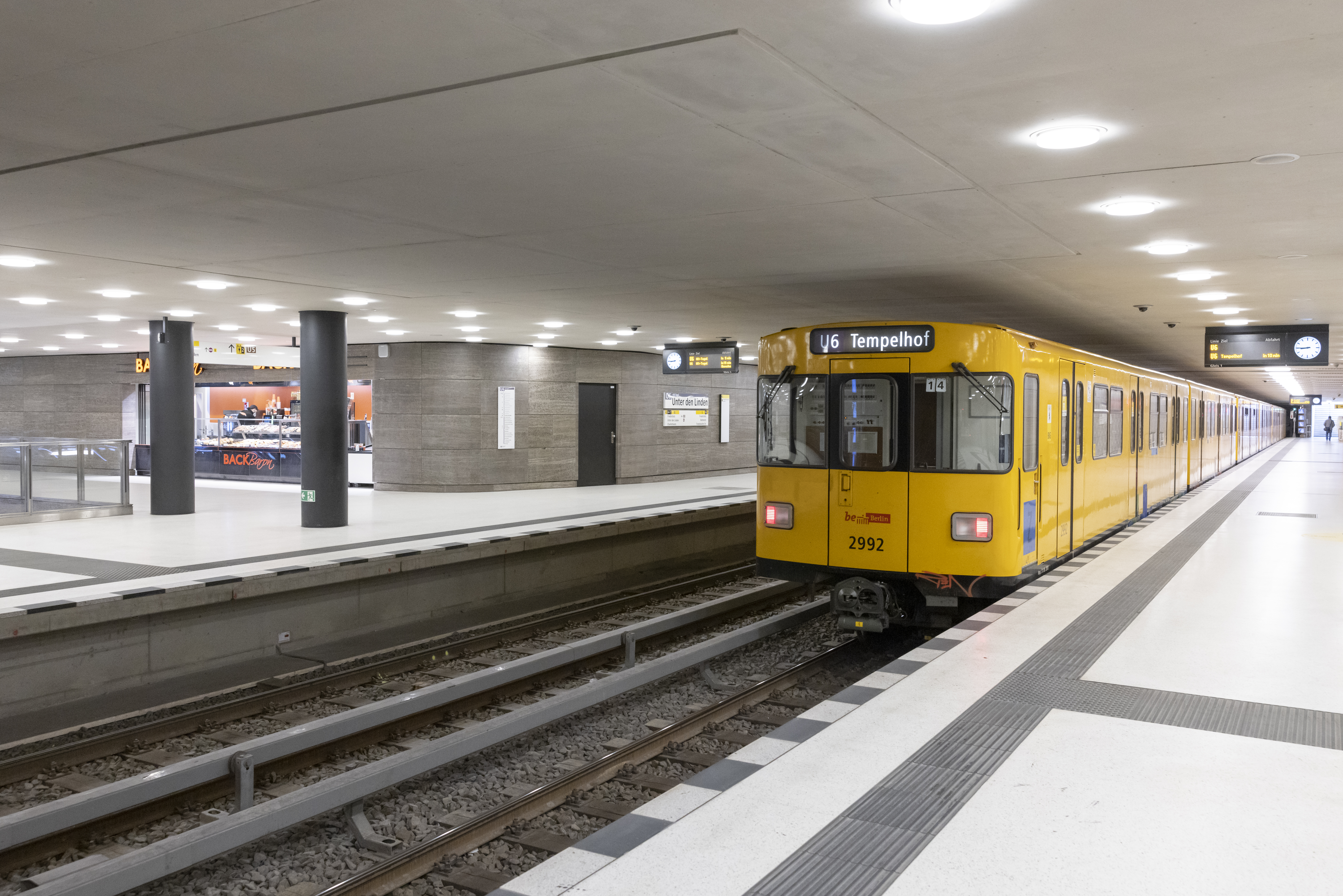
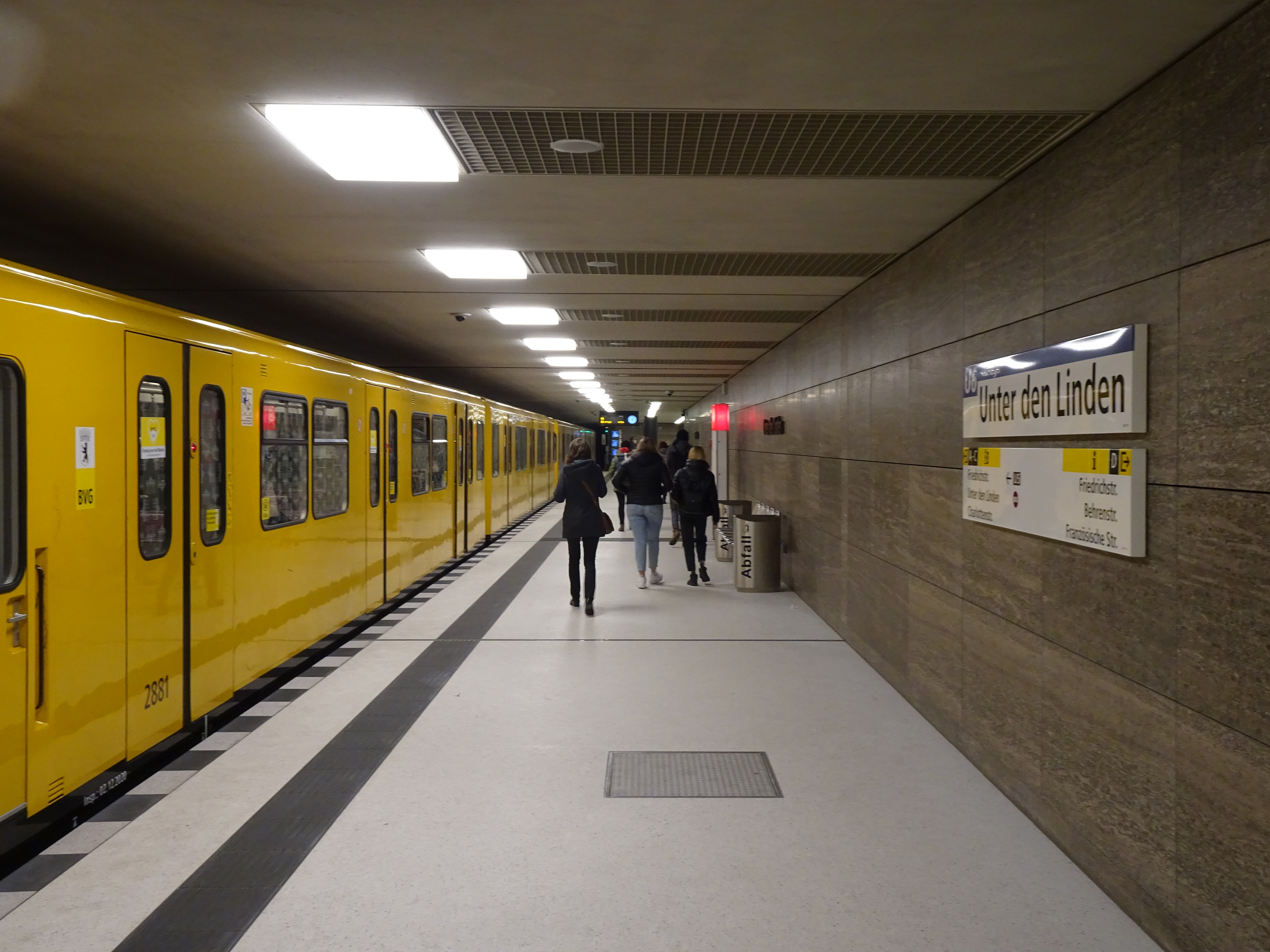

### Intermodalité
La station de métro est en correspondance avec les lignes S41, S42, S45, S46 et S47 du S-Bahn de Berlin, ainsi qu'avec les lignes d'autobus no 171, 370 et 377 de la BVG.